# Pfarrkirche Jeging

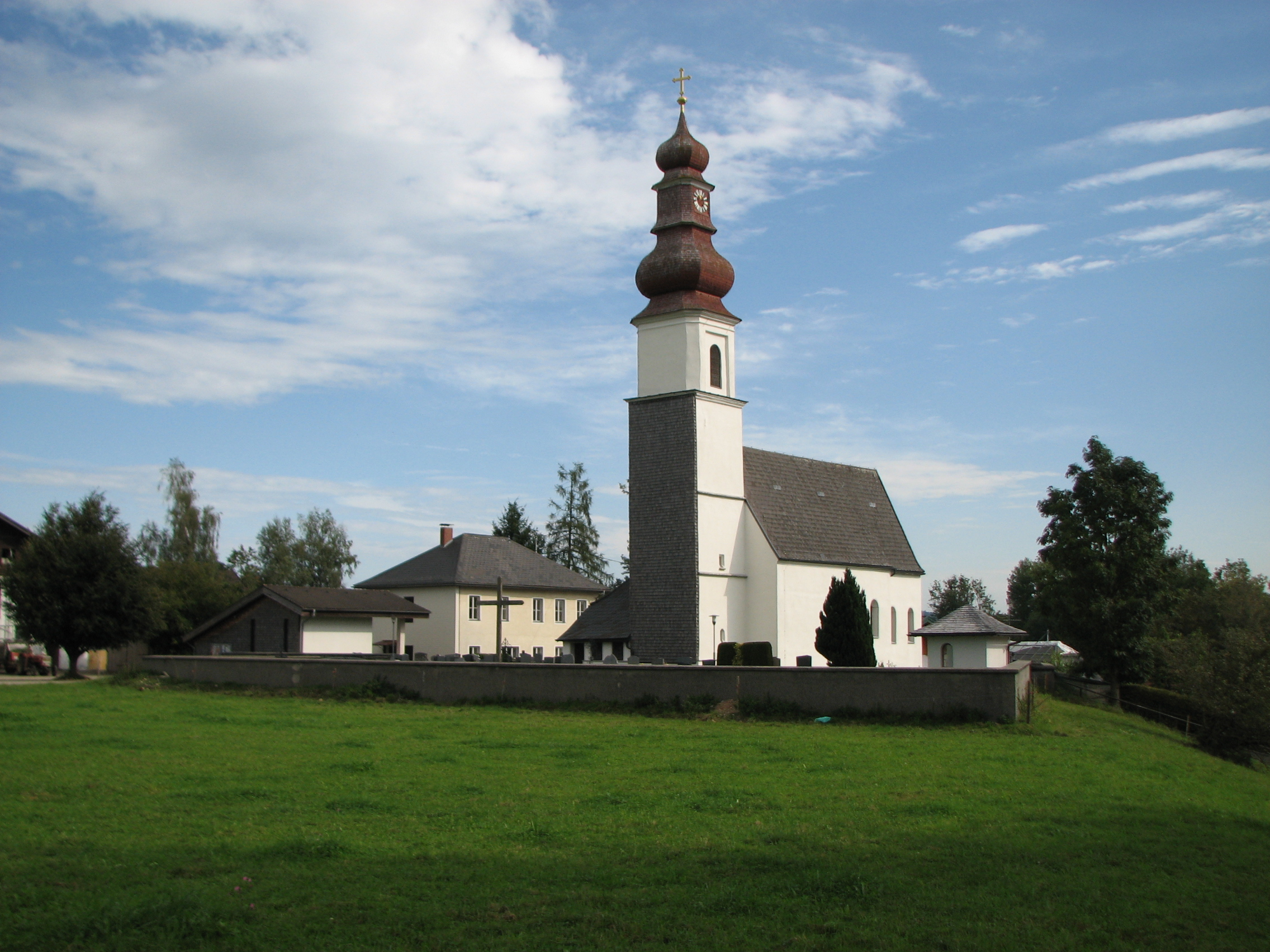
Kath. Pfarrkirche hl. Stephan in Jeging

Die römisch-katholische Pfarrkirche Jeging steht in der Gemeinde Jeging im Bezirk Braunau am Inn in Oberösterreich. Die auf den heiligen Stephanus geweihte Kirche gehört zum Dekanat Mattighofen in der Diözese Linz. Der Kirchenbau und der Friedhof stehen unter Denkmalschutz.

## Geschichte
Eine Kirche wurde 1170 urkundlich genannt. Der gotische Kirchenbau wurde in der Mitte des 15. Jahrhunderts erbaut und 1458 geweiht. Die Kirche wurde barockisiert.

## Architektur

Innenraum, Blick zum Chor

An das einschiffige dreijochige Langhaus schließt ein eingezogener einjochiger Chor mit einem Fünfachtelschluss an. Beide Gewölbe wurden später barockisiert und durch Stichkappentonnen ersetzt. Der Westturm trägt eine Zwiebel mit Laterne.

## Ausstattung
Der Hochaltar ist aus dem Ende des 18. Jahrhunderts. Die Seitenaltäre sind aus dem dritten Viertel des 17. Jahrhunderts. Die Kanzel entstand 1658 und wurde im Anfang des 19. Jahrhunderts übergangen. Die einmanualige Orgel mit sieben Registern wurde 1887 von Albert Mauracher aus Salzburg-Mülln erbaut.